# Джером (округ)
Джеро́м (англ. Jerome) — округ в штате Айдахо. Административный центр и крупнейший город — Джером.

## История
Округ Джером — один из самых молодых округов штата. Он был создан 8 февраля 1919 года отделением от округа Линкольн.

## Население
По состоянию на июль 2008 года население округа составляло 20 468 человек. С 2003 года население увеличилось на 8,18 %. Ниже приводится динамика численности населения округа.

## География
Округ Джером располагается в южной части штата Айдахо. Площадь округа составляет 1 559 км², из которых 5 км² (0,34 %) занято водой.
|        |           | Линкольн |
| Гудинг | север     | Минидока |
| Гудинг | Джером    | Минидока |
| Гудинг | юг        | Минидока |
|        | Туин-Фолс | Кассия   |

### Дороги
- — I-84
- — US 93
- — SH-25
- — SH-79

### Города округа
- Джером
- Иден
- Хейзелтон